# Homosetia cristatella
Homosetia cristatella är en fjärilsart som beskrevs av Victor Toucey Chambers 1875. Homosetia cristatella ingår i släktet Homosetia och familjen äkta malar. Inga underarter finns listade i Catalogue of Life.